# Prix Iris Michel-Côté
Le prix Iris Michel-Côté, anciennement Prix du public (2017 à 2023), est une récompense spéciale qui est décerné lors du Gala Québec Cinéma depuis 2017. Il met en nomination les cinq films du cinéma québécois ayant obtenu le plus d'entrées en salle durant l'année dont le vainqueur est choisi parmi les cinq finalistes. Cette récompense remplace l'ancienne catégorie du Billet d'or (1999-2016).

## Palmarès
Source : Québec Cinéma

### Distribué sous le nom de Prix du public

#### Années 2010
- 2017 : 1:54
  - Votez Bougon
  - Les Mauvaises Herbes
  - Les 3 P'tits Cochons 2
  - Juste la fin du monde

- 2018 : Junior majeur
  - Le Trip à trois
  - De père en flic 2
  - Bon Cop, Bad Cop 2
  - Ballerina

- 2019 : 1991
  - La Disparition des lucioles
  - La Course des tuques
  - La Chute de l'empire américain
  - La Bolduc

#### Années 2020
- 2020 : Il pleuvait des oiseaux
  - Merci pour tout
  - Menteur
  - Mafia Inc.
  - La Femme de mon frère

- 2021 : Les Rose
  - Le Club Vinland
  - La Déesse des mouches à feu
  - Jusqu'au déclin
  - Je m'appelle humain

- 2022 : Sam
  - Au revoir le bonheur
  - La parfaite victime
  - Le Guide de la famille parfaite
  - Les Oiseaux ivres

### Distribué sous le nom de prix Iris Michel-Côté
- 2023 : Les Hommes de ma mère
  - 23 décembre
  - Confessions
  - Katak, le brave béluga
  - Le temps d'un été